# Ficus nymphaeifolia
Ficus nymphaeifolia är en mullbärsväxtart som beskrevs av Philip Miller. Ficus nymphaeifolia ingår i släktet fikonsläktet, och familjen mullbärsväxter. Inga underarter finns listade i Catalogue of Life.

## Bildgalleri

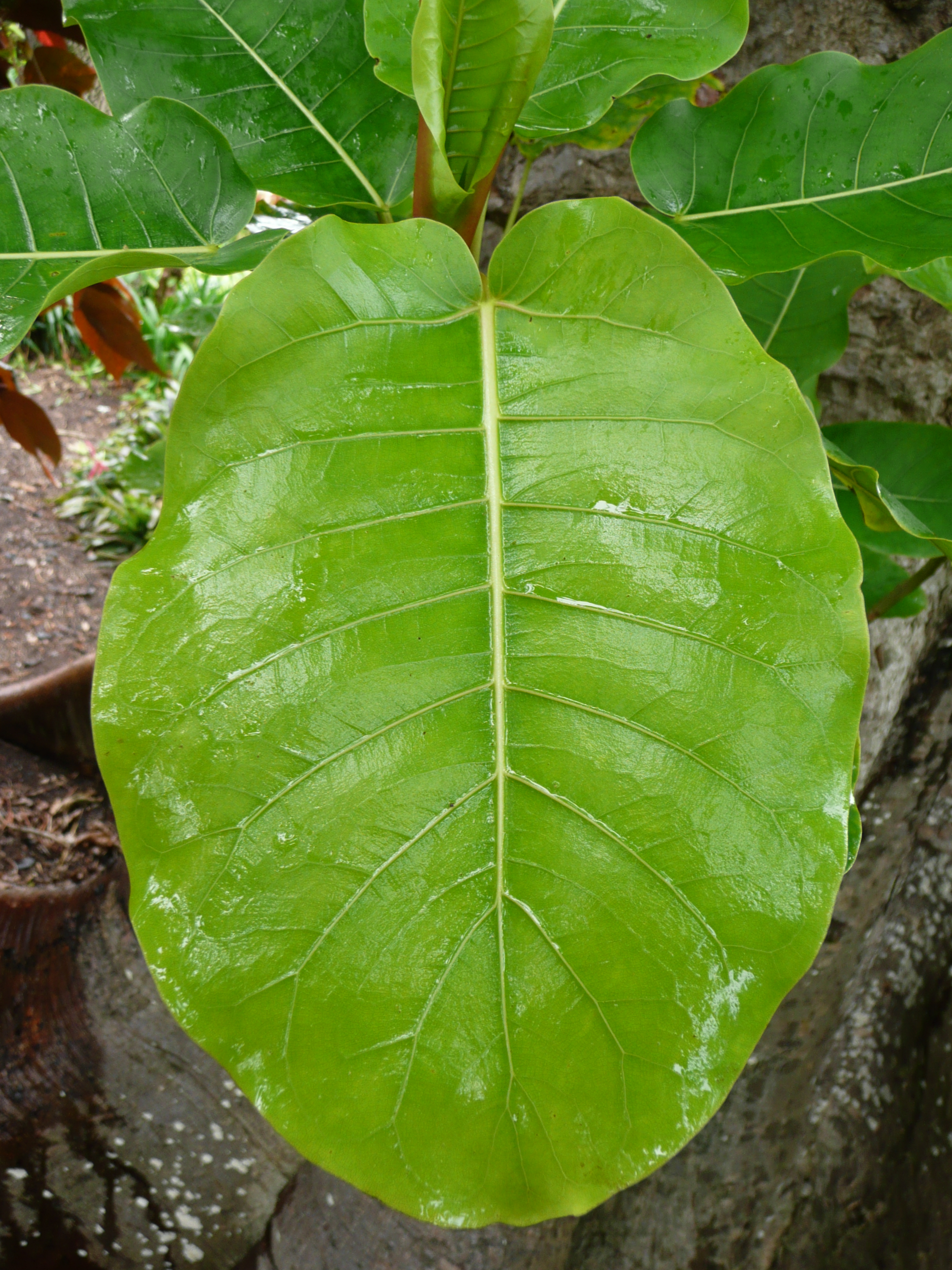
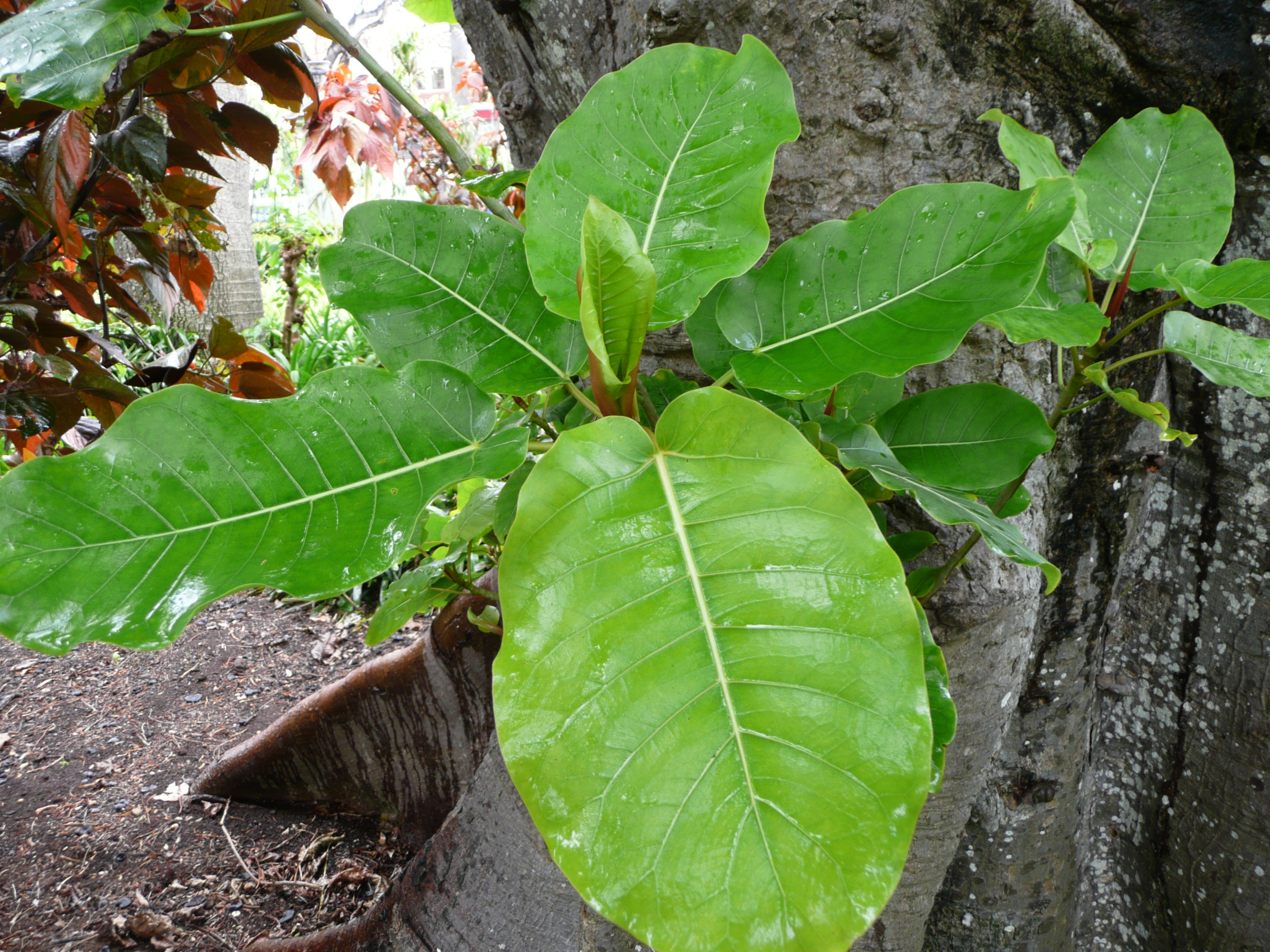
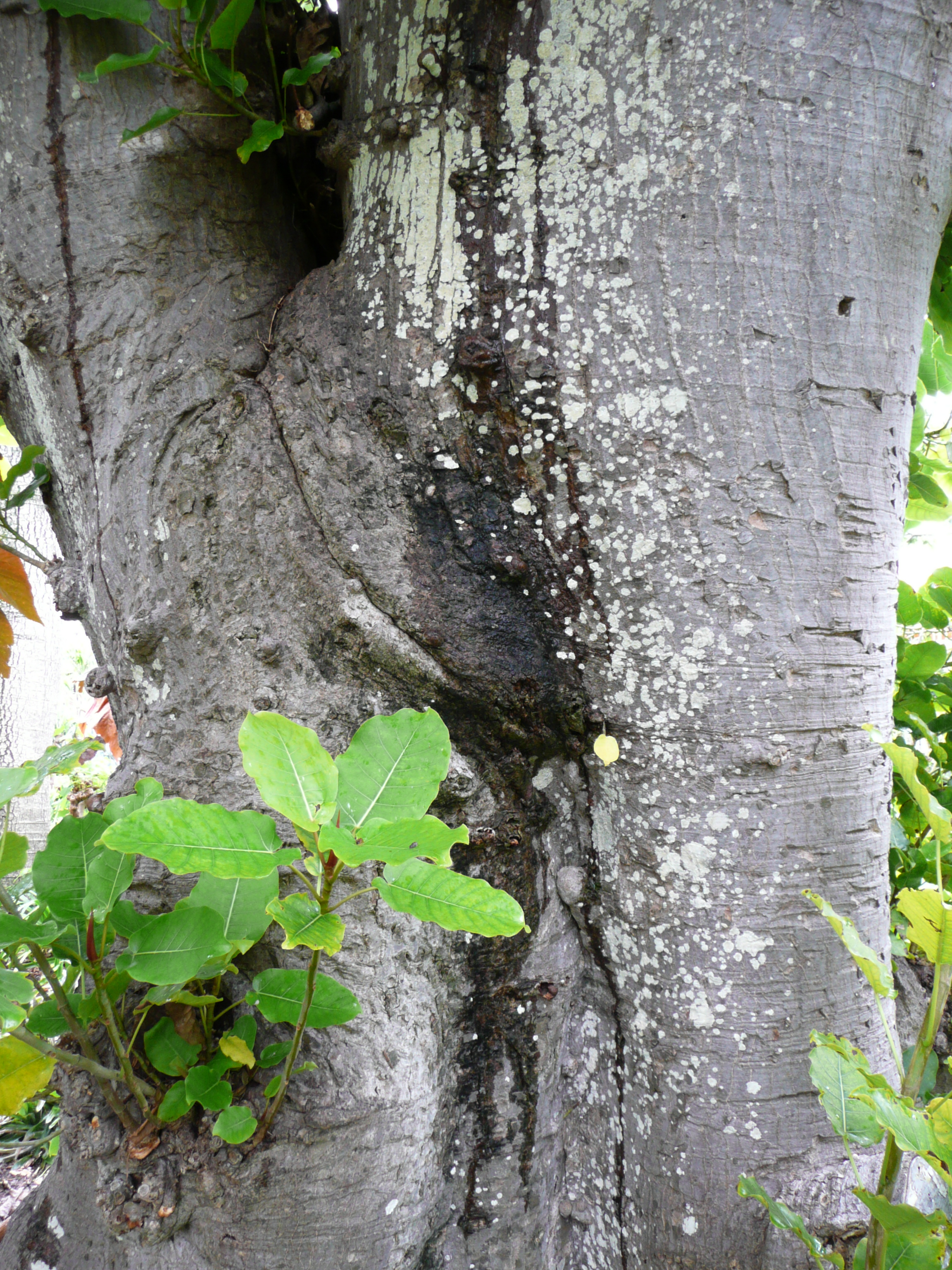